# 아트레우스

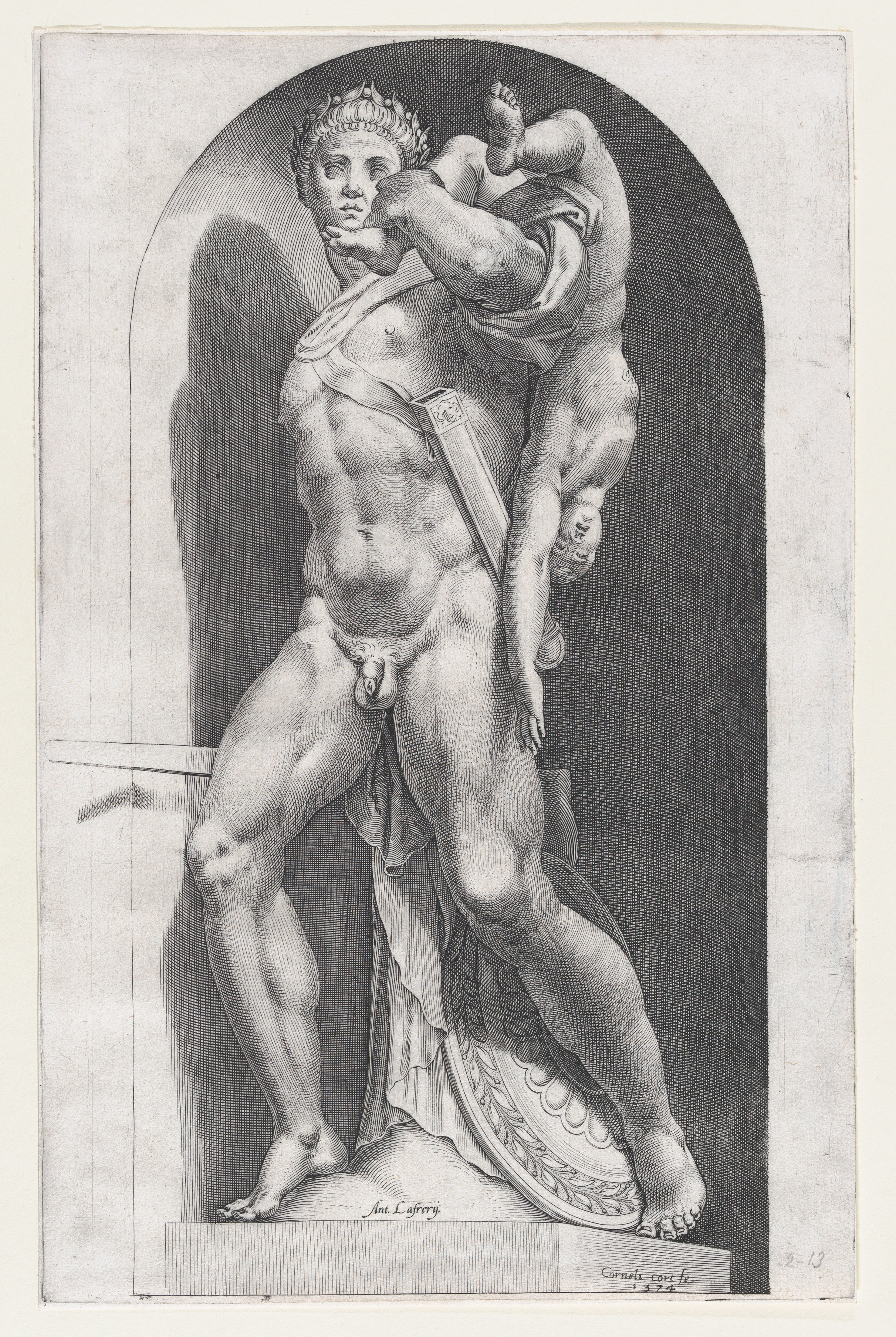

아트레우스(Atreus)는 그리스 신화에 나오는 영웅이자 아르고스의 군주이다. 아가멤논과 메넬라오스의 아버지 또는 할아버지라고 한다. 그에 의하면 동생 티에스테스에게 살해된 플레이스테네스가 아가멤논과 메넬라오스의 아버지라는 것이다.
펠로폰네소스반도의 통치자 펠롭스와 히포다메이아의 아들로, 에우리스테우스의 외삼촌이며 탄탈로스의 손자뻘이 된다. 형제로는 티에스테스와 피테우스가 있었다. 에우리스테우스에 의해 미데아의 왕에 임명되었다가 에우리스테우스가 헤라클레스의 자녀들에게 살해되자 아르골리스를 차지하였다.
티에스테스와 그는 배다른 동생 크리시포스를 죽이고 미케네 왕 에우리스테우스 곁으로 도망쳐, 왕이 죽자 아트레우스가 왕위에 올랐다. 티에스테스는 아트레우스의 아내인 아에로페를유혹하여 왕위를 빼앗으려고 하다가 추방되고, 이에 대한 복수로 티에스테스는 자기 아들로 키운 아트레우스의 아들을 보내어 아버지를 죽이게 하려고 하였으나 반대로 아들이 아버지의 손에 죽고 말았다. 자기도 모르고 아들을 죽인 아트레우스는 화해를 가장하고 티에스테스와 그의 두 아들을 초청, 아들들을 몰래 죽인 다음 요리하여 아버지인 티에스테스의 식탁에 내놓았다. 저주받은 왕국에는 굶주림이 덮치고, 아트레우스는 티에스테스를 찾아 나섰다가 자기도 모르고 티에스테스의 딸 펠로페이아와 결혼한다. 그 때 그녀는 이미 자기 아버지의 씨를 뱃속에 갖고 있었는데, 훗날 이 아이기스토스의 손에 아트레우스는 죽고 말았다. 이 전설에는 많은 변형이 있으며, 비극작가들도 즐겨 작품의 소재로 삼았으나, 그 중에서도 세네카의 《티에스테스》가 대표적이다.

## 같이 보기
- 티에스테스
- 플레이스테네스
- 아가멤논
- 클리타임네스트라
- 메넬라오스
- 오이디푸스
- 엘렉트라